# Габовда Янош Павлович
Я́нош Па́влович Габо́вда (угор. Gabovda János, нар. 16 липня 1941, с. Ключарки, Закарпаття — пом. 16 липня 1986) — український радянський футболіст угорського походження. Нападник, відомий виступами за «Карпати» (Львів). Володар Кубка СРСР 1969. Майстер спорту СРСР (1968).

## Спортивна біографія
Народився в селі Ключарках на Закарпатті в багатодітній сім'ї — мав 12 братів і сестер. Футбольну кар'єру розпочав у «Верховині» (Ужгород), потім виступав за команду міста Серпухов (Московська область). Згодом перейшов до вінницького «Локомотива», звідки його запросив до «Карпат» тодішній головний тренер львів'ян Василь Васильєв.
Дебютував у складі «зелено-білих» 8 квітня 1968 в матчі проти калінінградської «Балтики». Всього у складі «Карпат» в чемпіонатах СРСР зіграв 140 матчів, забив 67 голів. Найкращий бомбардир другої групи (клас «А») 1968 року та першої ліги 1970-го (в обох сезонах забив по 24 голи). Входив до списку 33 найкращих футболістів УРСР (1970).
Славився неперевершеною грою головою — велику частину голів забив саме після виграних верхових дуелей. У фіналі Кубка СРСР 1969 за рахунку 1:1 Янош саме головою скинув м'яч Володимирові Булгакову і той забив переможний гол, завдяки якому львів'яни здобули трофей. Один із найрезультативніших бомбардирів львівських «Карпат» за всю історію клубу.
У 1970 посів 3-є місце в списку найкращих футболістів УРСР.
Після «Карпат» провів два сезони за «Локомотив» (Вінниця) і два за «Буковину» (Чернівці).
Помер 16 липня 1986. Похований у рідному селі Ключарках.
У львівських «Карпатах» грав і племінник футболіста — Юрій Габовда.

## Титули та досягнення
- Володар Кубка СРСР: 1969
- Найкращий бомбардир першої ліги чемпіонату СРСР (в обох сезонах забив по 24 голи): 1968 і 1970 років.